# Santa Fe del Penedès
Santa Fe del Penedès ist eine katalanische Gemeinde in der Provinz Barcelona im Nordosten Spaniens. Sie liegt in der Comarca Alt Penedès.

## Sehenswürdigkeiten
- Kirche Santa Maria